# استپان زوریان (نویسنده)

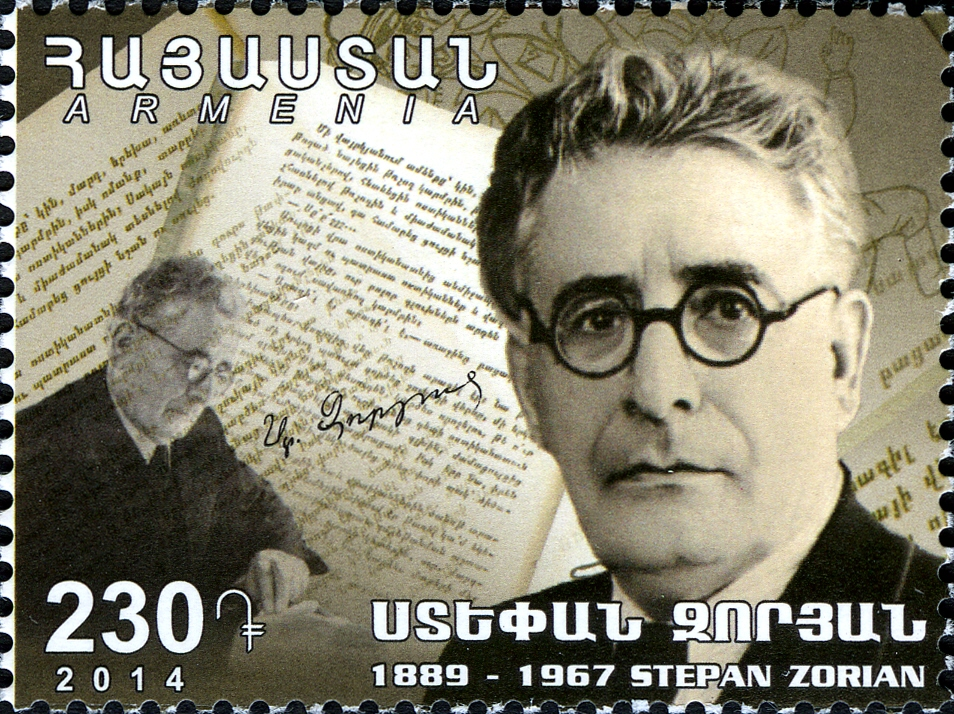
تمبر یادبود

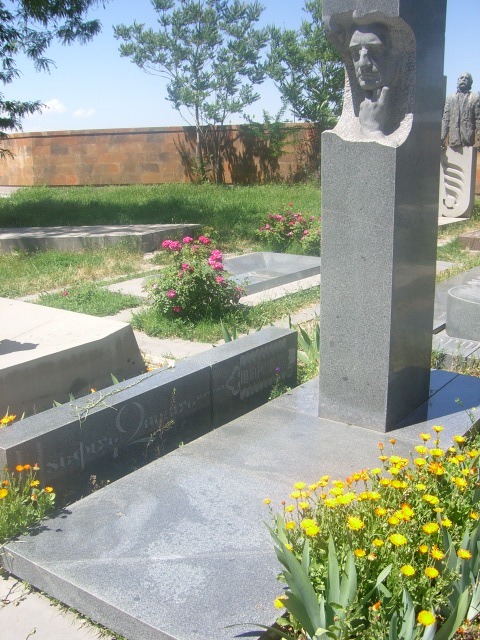

استپان یغیایی زوریان (آراکلیان) (ارمنی: Ստեփան Եղիայի Զորյան (Առաքելյան)؛ انگلیسی: Stepan Yeghiayi Zoryan (Arakelyan) زاده ۱۵ سپتامبر ۱۸۸۹ – درگذشته ۱۴ اکتبر ۱۹۶۷) یک نویسنده، و مترجم اهل ارمنستان بود.
وی برنده جوایزی همچون نشان لنین شده است.

## گاهشمار زندگانی
- ۹۸–۱۸۹۶ – در مدرسه خصوصی تحصیل نمود.
- ۱۹۰۴ – از مدرسه شش‌ماهه روسی محلی فارغ‌التحصیل شد.
- ۱۹۰۶ – به شهر تفلیس رفت.
- ۱۹۰۹ – داستان "Hungry beings" در مجله "Luma" به چاپ رسید.
- ۱۷–۱۹۰۹ – signed by St. Roffor.
- ۱۹–۱۹۰۹ – در روزنامه "Mshak" مشغول به کار شد.
- ۱۹۱۸ – نخستین برگزیده "The sad people" به چاپ رسید.
- ۱۹۱۹ – به ایروان نقل مکان نمود.
- ۲۵–۱۹۲۲ – به عنوان سردبیر the Committee of Education of State Publishing Office of ASSR به کار پرداخت.
- ۱۹۲۶ – در هفته نامه "Armenian Cooperation" به خاک پرداخت.
- ۱۹۳۰ – در "Armenian movie" به عنوان مشاور ادبی.
- ۱۹۳۴ – به عنوان یک عضو اتحادیه نویسندگان اتحاد شوروی، USSR Writers' I forum deputy برگزید شد.
- ۱۹۳۵ – مدال "Employment Red Flag" به وی اعطا شد.
- ۱۹۴۴ – روایت "The king Pap" به چاپ رسید مشغول به کار شد.
- ۱۹۴۵ – برگزیده «مجموعه "Simple Souls"» به چاپ رسید.
- ۱۹۵۰ – به عنوان دبیر اداری اتحادیه نویسندگان ارمنستان انتخاب شد.
- ۱۹۵۴، ۱۹۵۹ و ۱۹۶۶ – به عنوان معاون در فورم‌های دوم سوم و چهارم نویسندگان اتحاد شوروی برگزیده شد.
- ۱۹۵۹ – روایت "Armenian fortress" به چاپ رسید.
- ۱۹۶۲ – به عنوان یک عضو کمیته جایزه دولتی لنین اتحاد شوروی برگزیده شد.
- ۱۹۶۵ – به عنوان رئیس کمیته جوایز دولتی جایزه دولتی ادبیات، هنر و معماری برگزیده شد.
- ۱۹۶۵ – عنوان استادی آکادمی علوم ارمنستان اعطا شد.
- ۱۹۶۷ – روایت تاریخی "Varazdad" به چاپ رسید.
- ۱۹۶۷ – در ۱۴ اکتبر درگذشت و در پارک پانتئون ایروان به یاد کومیتاس به خاک سپرده شد.
- ۱۹۸۰ – جایزه سالیانه به نام استاپان زوریان تعین شد.

استپان زوریان در پانتئون کومیتاس که در مرکز شهر ایروان واقع شده است به خاک سپرده شد.

## موزه زوریان
موزه دولتی استپان زوریان در منزل شخصی وی تحت عنوان "Armenian fortress" (نامی اهالی آنجا بدان داده‌اند) در سال ۱۹۷۲ میلادی در شهر وانادزور افتتاح شد.
این موزه در طی زمین‌لرزه ۱۹۸۸ اسپیتاک بخشی از آن ویران شد و در سال ۱۹۹۰ بازگشایی شد.